# Curtonotum nigripalpe
Curtonotum nigripalpe är en tvåvingeart som beskrevs av Friedrich Georg Hendel 1936. Curtonotum nigripalpe ingår i släktet Curtonotum och familjen Curtonotidae. Inga underarter finns listade i Catalogue of Life.